# Irwin (Illinois)
Irwin és una població dels Estats Units a l'estat d'Illinois. Segons el cens del 2000 tenia 92 habitants.

## Demografia
Segons el cens del 2000, Irwin tenia 92 habitants, 34 habitatges, i 22 famílies. La densitat de població era de 507,4 habitants/km².
Dels 34 habitatges en un 32,4% hi vivien nens de menys de 18 anys, en un 52,9% hi vivien parelles casades, en un 11,8% dones solteres, i en un 32,4% no eren unitats familiars. En el 32,4% dels habitatges hi vivien persones soles el 26,5% de les quals corresponia a persones de 65 anys o més que vivien soles. El nombre mitjà de persones vivint en cada habitatge era de 2,71 i el nombre mitjà de persones que vivien en cada família era de 3,3.
Per edats la població es repartia de la següent manera: un 30,4% tenia menys de 18 anys, un 5,4% entre 18 i 24, un 26,1% entre 25 i 44, un 19,6% de 45 a 60 i un 18,5% 65 anys o més.
L'edat mediana era de 38 anys. Per cada 100 dones de 18 o més anys hi havia 88,2 homes.
La renda mediana per habitatge era de 35.417 $ i la renda mediana per família de 38.750 $. Els homes tenien una renda mediana de 24.167 $ mentre que les dones 11.500 $. La renda per capita de la població era de 19.027 $. Cap de les famílies estaven per davall del llindar de pobresa.

## Poblacions més properes
El següent diagrama mostra les poblacions més properes.